# Projekt 1248 Moskit
Projekt 1248 Moskit (ryska: Проекта 1248 «Москит», även kallad Vosh-klass) är en fartygsklass om 23 stycken flodpatrullbåtar som byggdes i Sovjetunionen för dåvarande Sovjetunionens gränstrupper. Fartygen liknar de större patrullbåtarna i Projekt 1208 Slepen och är med sitt stridsvagnstorn på fördäck relativt tungt beväpnade.

## Historia
Det första fartyget i klassen, PSKR-300, sjösattes 1979 och följdes av ungefär två per år fram till 1991 då produktionen upphörde. Fartygen var tillverkade för Sovjetunionens gränstrupper men 1990 togs de sex nyaste fartygen ur tjänst, moderniserades och tilldelades i stället Stillahavsflottan där de betecknades som artillerifartyg (ryska: артиллерийские катер). Dessa fartyg utgör underklassen ”Projekt 12481”. Fartygen återfördes till Rysslands kustbevakning i november 1994.
År 2003 togs de dem äldsta fartygen i klassen ur tjänst och avrustades. Övriga fartyg fick namn i stället för sina tidigare PSKR-beteckningar. Ytterligare tre fartyg avfördes 2018. De kvarvarande tjänstgör i 12:e, 13:e eller 14:e gränspatrullbrigaderna i Blagovesjtjensk, Komsomolsk-na-Amure respektive Chabarovsk där de patrullerar floden Amur och gränsen mot mellan Ryssland och Kina.

## Beväpning
Fartygens huvudbeväpning utgörs av tornen från skrotade T-55 stridsvagnar. Tornen är bestyckade med en 100 mm D10-kanon och en koaxialt monterad 7,62 mm PKT-kulspruta. Övrig beväpning utgörs av två stycken 140 mm Sneg-raketer, en 30 mm AGS-17 granatspruta och två tunga 12,7 mm NSV-kulsprutor i dubbelmontage. Luftvärnet består av Strela-robotar och en AK-306 vilket är en lättare och mindre avancerad variant av den AK-630 som finns på de flesta ryska krigsfartyg.

## Fartyg i klassen
| Namn     | Sjösatt      | Tagen i tjänst    | Nytt namn 2003             | Anmärkning                 |
| -------- | ------------ | ----------------- | -------------------------- | -------------------------- |
| PSKR-300 |              | 1979              |                            | Avförd 2003                |
| PSKR-301 |              | 1980              |                            | Avförd 2003                |
| PSKR-302 |              | 1980              |                            | Avförd 2003                |
| PSKR-303 |              | 1981              |                            | Avförd 2003                |
| PSKR-304 |              | 1981              |                            | Avförd 2003                |
| PSKR-305 |              | 1982              |                            |                            |
| PSKR-306 |              | 4 september 1982  | Vichr                      |                            |
| PSKR-307 |              | 1983              | Sjtorm                     |                            |
| PSKR-308 |              | 1983              |                            |                            |
| PSKR-309 |              | 1984              | Groza                      |                            |
| PSKR-310 |              | 1984              | 60 Let Pogranitjnych Vojsk |                            |
| PSKR-311 |              | 1985              |                            | Avförd 2017                |
| PSKR-312 |              | 12 oktober 1985   | Sjkval                     | Avförd 2016                |
| PSKR-313 |              | 1986              | Chabarovsk                 |                            |
| PSKR-314 | 11 juli 1986 | 30 oktober 1986   | Tajfun                     |                            |
| PSKR-315 |              | 15 augusti 1987   |                            | Avförd 2017                |
| PSKR-316 |              | 22 oktober 1987   |                            |                            |
| PSKR-317 | maj 1988     | 5 augusti 1988    | Blagovesjtjensk            | AK-440 från 1990 till 1994 |
| PSKR-318 | maj 1988     | 20 oktober 1988   | Smertj                     | AK-459 från 1990 till 1994 |
| PSKR-319 |              | 23 augusti 1989   |                            | AK-467 från 1990 till 1994 |
| PSKR-320 |              | 30 oktober 1989   | Uragan                     | AK-469 från 1990 till 1994 |
| PSKR-321 |              | 28 september 1990 |                            | AK-313 från 1990 till 1994 |
| PSKR-322 |              | 28 oktober 1991   | Vasilij Pojarkov           | AK-320 från 1990 till 1994 |